# Nordlandshäst
Nordlandshästen är en hästras av ponnytyp som härstammar från Norge. Rasen härstammar från primitiva skogshästar som levt i Skandinavien sedan den senaste istiden och från de hästar som vikingarna höll sig med. Rasen är en ponny och fram till 1960-talet kallades hästen för Lynghäst. Dagens nordlandshäst består till en betydande del av finsk häst genom den finska avelshingsten Viri, men även shetlandsponny, norsk fjordhäst och dölehäst har använts under utvecklingen av rasen. Dagens Nordlandshäst är ofta ca 130-140 cm i mankhöjd och används främst som ridponnyer. 

## Historia
Nordlandshästen har sitt ursprung i de förhistoriska skogshästarna som levde i Skandinavien sedan senaste istiden. Spår efter hästarna har hittats i bland annat Uddevalla som är daterade till år 13.000 f.Kr. Under istiden satt även Norge ihop med bland annat Storbritannien och många brittiska hästar vandrade över till Norge och Sverige. När isen smält och människan började bosätta sig fångade man in dessa hästar och korsade dem bland annat med de ponnyer som vikingarna hade med sig till Storbritannien, efter sina plundringståg. Troligtvis var många av dessa hästar härstammande från de hästar som fördes till Storbritannien av kelterna från Asien, ättlingar till den vilda mongoliska Przewalskihästen. De keltiska hästarna blev även stamfäder till islandshästen och en annan norsk hästras, Fjordhästen. Även det svenska Gotlandsrusset har sitt ursprung i samma hästar. I dagens nordlandshäst finns både finsk häst, norsk fjordhäst, shetlandsponny och dölehäst.
I Norge utnyttjades de keltiska hästarna för jordbruksarbete och hästhållningen var en helt annan från den vi är vana vid idag. Hästarna fick stå utomhus året runt och klara sig själva med föda och vatten vilket härdade hästarna. Det var dessa hästar som till slut sattes i avel för att utveckla Nordlandshästarna. De första årtiondena användes många hästar vid kusterna för att dra upp mindre båtar på land eller för att transportera nyfångad fisk. 
Under 1930-talet blev aveln mer systematisk i ett försök att få igång en ordentlig marknad med Nordlandshästarna men bara några år senare, under Andra världskriget försvann eller dödades många Nordlandshästar och rasen blev nästan utrotad. Uppfödarna fortsatte med sin systematiska avel på de hästar som fanns kvar men när jordbruken började mekaniseras under 50- och 60-talet bytte många bönder ut sina hästar mot traktorer och många uppfödare slutade föda upp nordlandshästarna. Många av de bästa generna i hästarna försvann. Några få uppfödare fortsatte dock med aveln, men koncentrerade sig mer på de lite mindre hästarna i ett försök att få fram ridhästar istället för arbetshästar och 1968 bytte man namn på rasen från Lynghäst till Nordlandshäst och rasen fick en ny status på marknaden. 
Ända sedan namnbytet har rasens popularitet bara ökat i landet och även i Danmark och Sverige. Idag finns över 3000 hästar registrerade med ca 200 nya föl som föds varje år.
16 Mars, 2023, på Kvänfolkets dag, utnämndes Nordlandshästens till kvänernas nationaldjur av Nordiska Kvenlandsförbundet.

## Egenskaper
Nordlandshästen har ärvt sina keltiska förfäders förmåga att stå emot dåligt väder och kyla och klara sig på lite mat och vatten. Genom sitt ursprung har de ett hårt lynne och stark egen vilja. Ponnyernas exteriör är lågställd med gracila ben, huvudena är ganska stora men med vackra drag. Medelhöjden är ca 132 cm. Ponnyerna är starka och tåliga med sunda hovar. Vissa nordlandshästar kan tölta, precis som släktingen islandshäst.[källa behövs]
Idag används ponnyerna till ridning och körning. De vanligaste färgerna är, fux eller brun men alla färger utom black, cremello/perlino och tigrerad är tillåtna. I Norge använder man namnet Lyngshest oftare än Nordlandshest, även efter namnbytet.